# Autoba teilhardi
Autoba teilhardi là một loài bướm đêm trong họ Erebidae.